# Jamey Sheridan
Jamey Sheridan (Pasadena, California, 12 de julio de 1951) es un actor estadounidense.

## Carrera
Ha tenido una larga carrera en el teatro, cine y televisión. Nació en una familia de actores, haciéndose paso fácilmente en Broadway. En 1987 participó en la obra de Arthur Miller, All My Sons. Después de apariciones en películas, realizó el papel del abogado Jack Shannon en Shannon's Deal, que tan sólo duró una temporada. 
Entre sus roles de televisión, son destacables los que ocupó en las series de televisión Chicago Hope (1995-1996) como el Dr. John Sutton y en Law & Order: Criminal Intent (2001-2006) como el Capitán James Deakins.
Su carrera en el cine comenzó en los años 80 con pequeños personajes, y en los años 90, realizó el papel de "Hombre de familia", un rol que siguió en el cine y la televisión. También interpretó a villanos, como en la adaptación de la obra de Stephen King Apocalipsis en la que interpreta a Randall Flagg. 
Otras actuaciones incluyen Marty Stouffer en Wild América y el psicópata vecino en Video Voyeur: The Susan Wilson Story. En una larga historia de actuaciones en obras de Shakespeare, apareció en el escenario en la producción de Campbell Scott en Hamlet en el año 2000 y en el filme inspirado por Hamlet, Let the Devil Wear Black en el año 1999.

## Filmografía

### Películas
| Año  | Título                     | Personaje     | Notas          |
| ---- | -------------------------- | ------------- | -------------- |
| 1990 | Quick Change               | Mugger        |                |
| 1992 | Una extraña entre nosotros | Nick          |                |
| 1997 | La tormenta de hielo       | Jim           | Coprotagonista |
| 1999 | Let the Devil Wear Black   | Carl Lyne     |                |
| 2001 | Life as a House            | Peter Kimball |                |
| 2009 | Handsome Harry             | Harry         | Protagonista   |
| 2016 | Sully                      | Ben Edwards   |                |
| 2018 | Lizzie                     | Andrew Borden |                |

### Series de televisión
| Año             | Título                       | Personaje       | Notas         |
| --------------- | ---------------------------- | --------------- | ------------- |
| 1994 -1994      | Apocalipsis                  | Randall Flag    | Miniserie     |
| 2001 - 2006     | Law & Order: Criminal Intent | James Deakins   | 111 episodios |
| 2012 - 2020     | Arrow                        | Robert Queen    | 8 episodios   |
| 2016 - presente | American Gothic              | Mitch Hawthorne | -             |